# 加拿大共产党—马尼托巴
加拿大共产党—马尼托巴（英語：Communist Party of Canada – Manitoba）是加拿大共产党在马尼托巴省的分支。该党成立于1921年。它的意识形态是共产主义、马克思列宁主义。它的政治立场是左翼。该党的领袖是安德鲁·泰勒。